# なみきまさと
なみき まさととは、日本の男性アニメーター、演出家。
本名の並木 正人名義での活動もある。

## 概要
土田プロダクション、スタジオぎゃろっぷなどを経て1990年頃より演出家として活躍するようになり、RPG伝説ヘポイにて監督デビュー。
キテレツ大百科においては開始初期から携わり、絵コンテ・演出・作画監督の三役を兼任する時期もあった。

## 主な参加作品
並木正人 名義
- 『まんがことわざ事典』(1980年-1982年、作画監督助手)
- 『名犬ジョリィ』(1981年-1982年、原画)
- 『まんが日本史』(1983年-1984年、原画)
- 『エスパー魔美』(1987年、原画)
- 『キャプテン翼J』(1994年-1995年、原画)
- 『ドラえもん』(1996年、原画)
- 『あずきちゃん』(1995年-1998年、絵コンテ・原画 ※絵コンテのみ「なみきまさと」名義)
- 『ドラえもん のび太のねじ巻き都市冒険記』(1997年、原画)

なみきまさと 名義
- 『キテレツ大百科』(1987年-1996年、絵コンテ・演出・作画監督・原画)
- 『たんけんゴブリン島』(1990年-1991年、演出 ※初期話のみ「並木まさと」名義)
- 『RPG伝説ヘポイ』(1991年、監督・絵コンテ・演出 ※25話から、初監督作品)
- 『ゲンジ通信あげだま』(1991年-1992年、監督・絵コンテ・演出)
- 『星くずパラダイス』(1991年、監督・絵コンテ)
- 『姫ちゃんのリボン』(1992年、絵コンテ・演出)
- 『ちびまる子ちゃん』(1996年-1997年、原画)
- 『名探偵コナン 時計じかけの摩天楼』(1997年、原画)